# Sleep and Waking
Sleep and Waking (укр. Сон і пробудження) — музичний твір Бена Джонстона, написаний 1994 року.
Американський композитор Бен Джонстон написав твір Sleep and Waking 1993 року для перкусіоніста Рона Джорджа. Той надіслав композиторові зразки власної творчості, що виконував на інструментах, які виготовляв самостійно. Джонстон, який на початку 1950-х років був учнем авангардного композитора Гаррі Парча, також відомого виготовленням власних інструментів, погодився на пропозицію Джорджа та вирішив разом з ним написати твір для гамелану, традиційного індонезійського оркестру, що складається переважно з ударних інструментів.
Джонстон вирішив настроїти інструменти за тими ж принципами отональності та утональності, що використовував Гаррі Парч. Стрій інструментів було побудовано від ноти «ля» за допомогою обертонів від 4 до 16 порядку. Ансамбль складався зі спеціально настроєних труб, гонгів, барабанів та тарілок, та інших інструментів. Твір містить три частини, перша з яких використовує обертони від 4 до 8 порядку, а також їхні інверсії; друга — обертони від 8 до 16 порядку; третя — усі з вищезгаданих обертонів. У творі також використовуються складні поліритми: інструменти підтримують ритм, що визначається пропорцією 4:5:6:7.
Назва твору «Сон та пробудження» запозичена з вислову філософа та містика Георгія Гурджиєва: «Якщо ви почнете думати про це, ви побачите, що, що б ви не робили, ви будете робити це краще, коли ви не спите, ніж коли ви спите». Втілюючи принципи отональності й утональності Парча, Джонстон побудував дзеркальний звукоряд вверх та вниз від ноти «ля», який відображав протилежні сили, що символізували жагу до життя та бажання смерті.
2008 року композиція Sleep and Waking вийшла на альбомі Рона Джорджа The Floating Bubble. За словами музичного критика журналу American Record Guide, «робота ретельно досліджує дихотомію між станами сну та активності та є трохи нарколептичною».